# Ich will
"Ich Will" (Ja želim) je singl sastava Rammstein. U Njemačkoj je prvi put na televiziji prikazan 10. rujna 2001. godine. Prema rasporedu se prvi put u SAD-u trebao prikazati 11. rujna 2001. godine, no zbog terorističkih napada, niti jedan kanal nije prikazao taj spot.

## Video spot
Video spot prikazuje dvije scene: u jednoj sceni članovi grupe pljačkaju banku, a u drugoj pokazuje njih uhićene nakon pljačke, te se te dvije scene izmjenjuju tijekom videa.
Pljačka: Grupu se prikazuje kako nose maske preko glava, osim Christiana Lorenza, koji je za sebe imao pričvršćenu bombu kojoj brojač odbrojava. Izmjenjujući se, izlaze iz banke zaustavljeni od strane medija i policije. No, iako su pljačkali banku, mediji ih slave kao junake. Na kraju videa, brojač dođe do 00:00, te se prikazuju kratki dijelovi ostalih videa Rammsteina i tako završava.
Uhićenje: Grupa izlazi iz policijskog autobusa noseći lisice i zatvorske uniforme. Okruženi su gomilom ljudi i ta ih gomila podržava. Penju se na podij da prime nagradu. Iza njih nalazi se ogromna Lorenzova slika koja označava mjesto gdje njegovi ostaci leže.
U intervjuu, Rammstein je taj video opisao kao opsjednutnost medija da pronađu dobru priču.

## Vanjske poveznice
- Službena diskografija sastava Rammstein  Arhivirana inačica izvorne stranice od 6. lipnja 2008. (Wayback Machine)
- Ich Will tekstovi pjesama i translacije  Arhivirana inačica izvorne stranice od 27. svibnja 2011. (Wayback Machine)